# Brama Świętego Ducha
Brama Świętego Ducha (niem. Heilige-Geist-Tor) – jedna z zabytkowych bram wodnych w Gdańsku. Znajduje się u wylotu ul. św. Ducha, na Długim Pobrzeżu.

## Historia

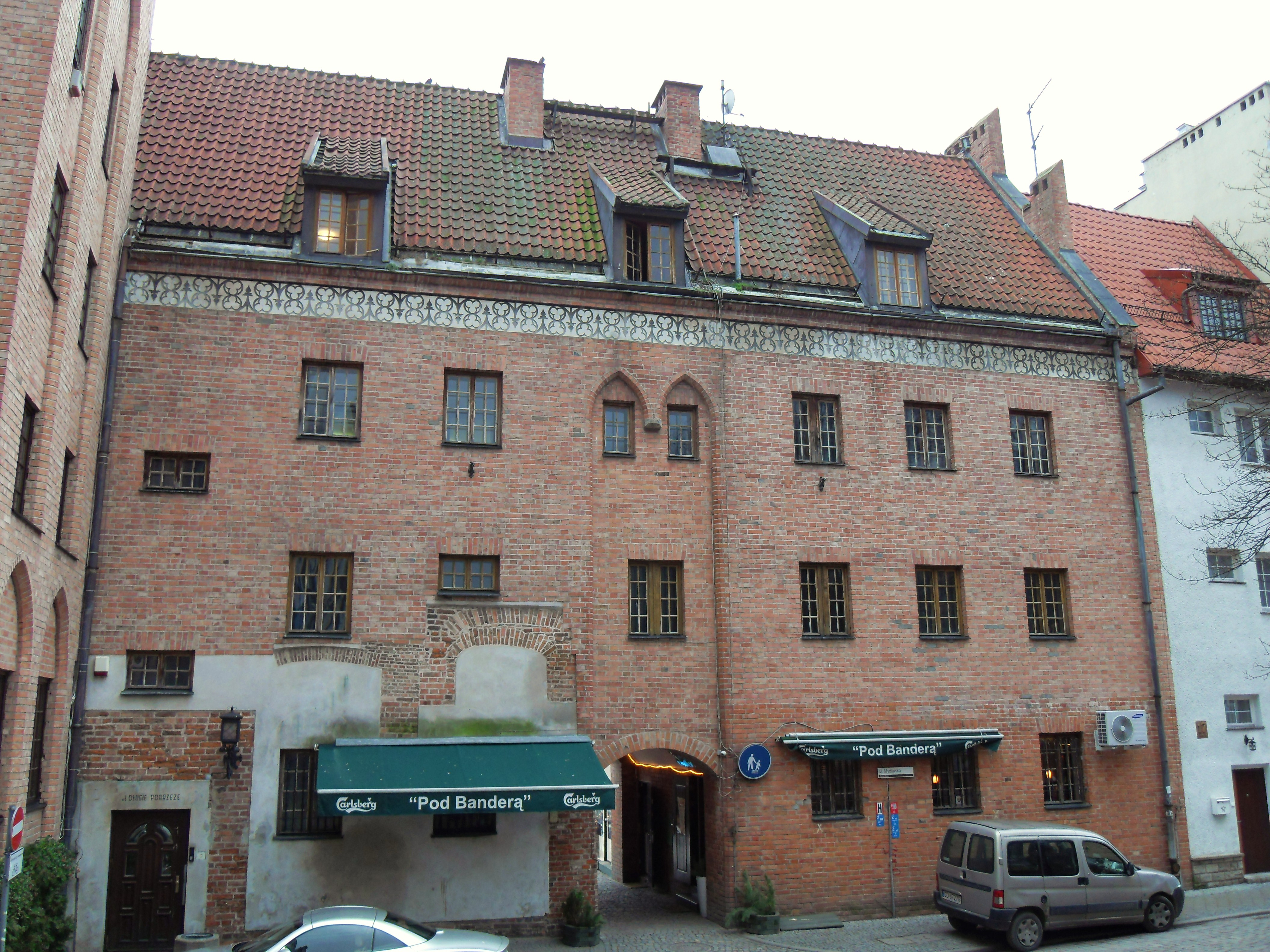
Strona wewnętrzna bramy

Brama ta istniała już w 1378 roku. Znana była wtedy jako brama „dolna”. W połowie XV wieku uzyskała kształt znany z zaginionego obrazu Antoniego Möllera z 1603 roku. Fasadę zdobiła podwójna wnęka i ażurowa attyka, usunięta w XIX wieku. W XVI wieku brama utraciła charakter militarny i została zaadaptowana na mieszkania oraz warsztaty. Ostateczne zatracenie historycznej formy spowodowały przebudowy w XIX wieku.
Po II wojnie światowej z bramy pozostał tylko łuk przejścia i strzępy ścian. Odbudowa rozpoczęła się dopiero w pierwszej połowie lat 80. XX wieku. Brama nie jest rekonstrukcją, ale stanowi przykład reintegracji architektonicznej zespołu gdańskich historycznych bram wodnych. Odbudowaną bramę zdobi sgraffitowy fryz.
Naprzeciw bramy, po drugiej stronie Motławy, zaczyna się Wyspa Spichrzów.